# Tasso Enzweiler

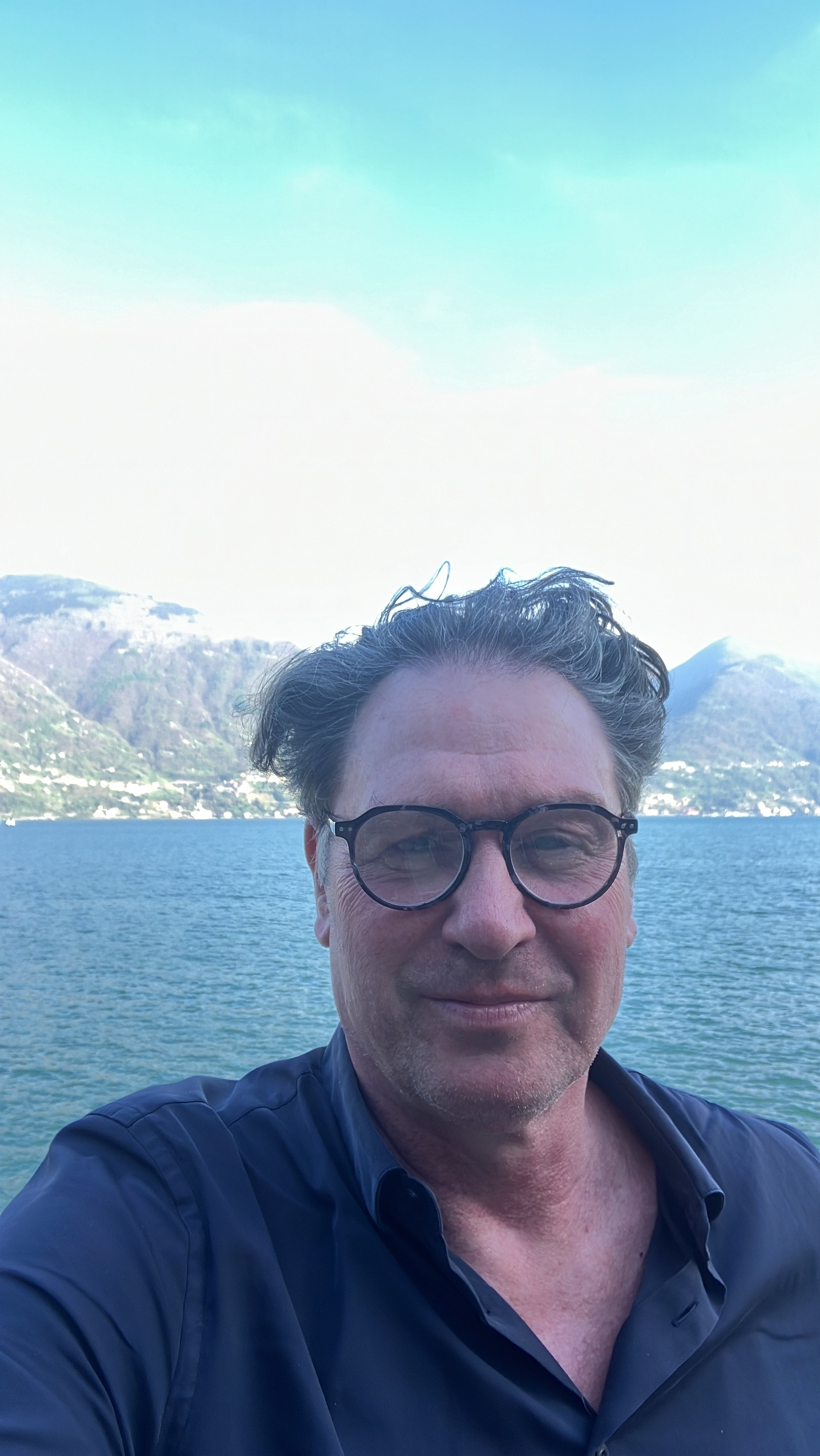
Tasso Enzweiler am Comer See (2024).

Tasso Albert Enzweiler (* 15. April 1964 in Oberhausen) ist Strategieberater, Mediator und ehemaliger Journalist für Politik und Wirtschaft.

## Leben
Enzweiler studierte Volkswirtschaft und Politik an der Universität zu Köln und promovierte in Volkswirtschaft an der Westfälischen Wilhelms-Universität in Münster (Promotionsthema: Wege aus dem Reformstau. Zentrale Determinanten bei der Akzeptanz wachstumsstärkender Strukturreformen.) Zusätzlich erwarb er den Abschluss eines Master of Business Administration (MBA) im Rahmen einer internationalen Ausbildung an der WHU Otto Beisheim School of Management, Koblenz/Vallendar, und der Kellogg School of Management, Evanston/Chicago, USA. Während des Studiums wurde Enzweiler an der Kölner Journalistenschule für Politik und Wirtschaft zum Fachredakteur für Politik und Wirtschaft ausgebildet.
Nach dem Studium arbeitete Enzweiler als Reporter für die Zeitschriften manager magazin und Capital und gehörte im Anschluss daran zum Gründungsteam der Financial Times Deutschland. Dort war er als Chefreporter für zahlreiche Titelgeschichten, auch in der internationalen Ausgabe der Financial Times, verantwortlich. Im Zusammenhang mit der Überwachungsaffäre der Deutschen Telekom berichteten Der Spiegel und Financial Times Deutschland, dass Enzweiler wegen seiner investigativen Arbeit als Chefreporter der Financial Times Deutschland im Frühjahr 2000 im Auftrag der Deutschen Telekom von einem privaten Sicherheitsunternehmen und von firmeninternen Datenspezialisten der Lufthansa observiert wurde.
Im Anschluss an seine journalistische Laufbahn arbeitete Enzweiler als Geschäftsführer des vom Arbeitgeberverband finanzierten Think-Tanks Initiative Neue Soziale Marktwirtschaft. Anschließend war er als Managing Director der strategischen Kommunikationsberatung Hering Schuppener Consulting aktiv, bevor er für die Geschicke der internationalen Kommunikationsberatung Ketchum als Geschäftsführer in Düsseldorf verantwortlich zeichnete.
Seit Oktober 2013 ist Enzweiler als Unternehmer und Principal Partner der Enzweiler & Partner Partnerschaftsgesellschaft im Rahmen einer strategischen Managementberatung aktiv. Als Experte für Führung, Coaching, Kommunikation in Krisen- und Veränderungssituationen, Konfliktmoderation und Organisationsentwicklung berät er Konzerne ebenso wie mittelständische Unternehmen, politische Organisationen und Einzelpersonen.
Enzweiler veröffentlicht Gastbeiträge zu aktuellen Themen, u. a. in der Zeitung Handelsblatt oder in der Zeitschrift Führung + Organisation. Er tritt als Senior Lecturer an Universitäten wie der WHU Otto Beisheim School of Management und der Technischen Universität Dortmund zu Wirtschafts- und Kommunikationsthemen auf. An der Deutschen Presseakademie unterrichtet er z. B. zu „Faktoren einer erfolgreichen CEO Kommunikation“.
Gesellschaftlich engagiert sich Enzweiler für die deutsch-amerikanischen Beziehungen als Mitglied der Atlantik-Brücke, Berlin, und als Alumnus der Arthur F. Burns-Stiftung. Als Policy Research Fellow ist er für das Institut Zukunft der Arbeit in Bonn aktiv.

## Auszeichnungen
Enzweiler hat zahlreiche Kreativ-Auszeichnungen erhalten, u. a. den Ludwig-Erhard-Förderpreis für Wirtschaftspublizistik der unionsnahen Ludwig-Erhard-Stiftung, den Friedrich-Vogel-Preis für den Bereich Printmedien der Friedrich und Isabel Vogel-Stiftung, den Franz-Wieber-Medienpreis, den European Excellence Award, den PR Award sowie den Politik Award vom Herausgeber des Magazin politik&kommunikation.

## Veröffentlichungen
Fachbücher:
- Die Bilanzjongleure: wie deutsche Unternehmen ihre Aktionäre und die Öffentlichkeit in die Irre führen, Frankfurt am Main, 1999.[27]
- Wege aus dem Reformstau – Zentrale Erfolgsfaktoren bei der Akzeptanz und Durchführung wachstumsstärkender Strukturreformen – eine empirische Analyse, Wiesbaden, 2013.[1]

Online- und Fachartikel:
- Das ist polemisch und aggressiv, Herr Krugman, Handelsblatt, Gastbeitrag zur Griechenland-Krise, 15. Juli 2015.[28]
- Amerika, Du hast es besser, Handelsblatt, Gastkommentar, 9. April 2014.[29]
- Steuerpolitik: Neid essen Verstand auf, Handelsblatt, 19. November 2014.[30]
- Wege aus dem Reformstau, Handelsblatt, Gastbeitrag, 9. Dezember 2013.[31]
- Transatlantische Werte neu justieren, Handelsblatt, Gastbeitrag, 17. Juni 2013.[32]
- Firmen in der Pflicht, Handelsblatt, 11. Januar 2013.
- Financial Times Deutschland: Schmerzhafter Abschied, Handelsblatt, 22. November 2012.[4]
- Ethik als Erfolgsgarantie, Financial Times Deutschland, 23. Juli 2008.
- Mehr Mut zur Durststrecke! Die Welt, Kommentar, 31. März 2008.[33]
- Die Reputation des Unternehmens steuern, FAZ, 10. März 2008.
- Corporate Governance, Handelsblatt, 15. Mai 2003.
- Die Change-Communication-Roadmap – gezielte Kommunikation in Veränderungsprozessen, mit Daniel Marek, Zeitschrift Führung + Organisation zfo, 4/2016 (85. Jg.), S. 285–288.